# Quanta cura
Quanta cura je encyklika papeže Pia IX. z roku  1864, která odsuzuje některá myšlenková hnutí modernismu. Součástí encykliky je i tzv. Seznam omylů. Autora encykliky blahořečil papež sv. Jan Pavel II. v roce 1985. 

## Klatba nad svobodou svědomí...
Nejen Ústava Spojených států amerických zaručuje svým občanům svobodu svědomí. Papež Pius IX. označil svobodu svědomí v jiné své  encyklice (z 15. srpna 1854) za „zhoubný blud“, před kterým je třeba mít se na pozoru. V encyklice Quanta cura na toto své tvrzení navázal a vyhlásil klatbu nad těmi, kdo prosazují „svobodu svědomí a náboženského vyznání“. 
Encyklika Quanta cura dále odsuzuje např. nadřazenost státní regulace nad právy rodičů ohledně vzdělání dětí či možnost státu zabavovat soukromý a církevní majetek. V tomto případě encyklika reagovala na protináboženská hnutí v některých státech Evropy, jež majetek církve začaly konfiskovat.       